# Medical Hypotheses
Medical Hypotheses ist eine nicht konventionell begutachtete (Peer-Review) medizinische Zeitschrift, die von Elsevier herausgegeben wird.

## Geschichte
Ursprünglich war sie als Forum für unkonventionelle Ideen ohne den traditionellen Filter des wissenschaftlichen Peer-Review gedacht, „solange (die Ideen) kohärent und klar ausgedrückt sind“, um „die Vielfalt und Debatte zu fördern, von denen der wissenschaftliche Prozess lebt“. Die Veröffentlichung von Artikeln über AIDS-Leugnung 2009 führte zu Forderungen, die Zeitschrift aus PubMed, der Online-Datenbank der United States National Library of Medicine, zu entfernen. Nach der Kontroverse um die AIDS-Artikel erzwang Elsevier einen Wechsel in der Leitung der Zeitschrift. Im Juni 2010 kündigte Elsevier an, dass „eingereichte Manuskripte vom Herausgeber und externen Gutachtern überprüft werden, um ihre wissenschaftliche Qualität sicherzustellen“.
Der Impact Factor der Zeitschrift beträgt 1.538.